# Гукер, Джозеф Долтон
Сэр Джо́зеф До́лтон (Да́льтон) Гу́кер (англ. Joseph Dalton Hooker; 30 июня 1817, Хейлсуорт, Саффолк — 10 декабря 1911, Саннингдейл, Беркшир) — английский ботаник и путешественник.
Член Лондонского королевского общества с 1847 года, его президент в 1873—1878 годах.
Иностранный член-корреспондент Петербургской Академии наук (с 1858 года).
Кавалер ордена «За заслуги», Рыцарь Великий Командор ордена Звезды Индии.
Один из основателей исторической биогеографии растений, Гукер впервые пытался решить вопрос о происхождении флор различных областей, изучал влияние геологических факторов на распространение растений и связь современных флор с флорами прошедших геологических периодов, считал, что представители главнейших современных семейств растений существовали уже во время палеозоя.
Гукер впервые описал множество растений, открытых как им самим, так и другими учёными в викторианскую эпоху.

## Путь в науке
Сын Уильяма Гукера, с 7 лет слушал его лекции в Университете Глазго. Степень доктора медицины получил в 1839 году.
С 1855 года состоял помощником отца по управлению Королевским ботаническим садом в Кью, а после смерти отца был директором этого сада (1865—1885 годы).

### Экспедиция на «Эребусе»
Сначала был врачом, в качестве какового совершил четырёхлетнее плавание на «Эребусе» под командованием Джеймса Кларка Росса по антарктическим морям к Южному магнитному полюсу.
Экспедиция началась 30 сентября 1839 года. Путешественники по пути посетили Мадейру, Тенерифе, Острова Зелёного Мыса, остров Святой Елены и Мыс Доброй Надежды. Гукер везде собирал ботанические коллекции. Далее корабли пошли на Кергелен, Хобарт, Землю Ван Димена и Окленд. После почти четырёхлетнего исследования Антарктики исследователи вернулись в Англию 4 сентября 1843 года.
Результатом путешествия для Гукера явились три сочинения: «Flora Antarctica» (1844—1847), «Flora Novae Zelandiae» (1851—1853) и «Flora Tasmanica» (1853—1859). Особенности островной флоры Гукер объяснял связью островов с материком, существовавшей в прежние геологические периоды.

### Гукер и Дарвин
Во время плавания на «Эребусе» Гукер читал «Путешествие на Бигле» Чарлза Дарвина и был очень впечатлён мастерством Дарвина-натуралиста. После возвращения Гукера в Англию Дарвин попросил его классифицировать растения, которые Дарвин собрал на Галапагосе. Гукер согласился. В свою очередь Дарвин использовал данные Гукера по географии растений для доказательства эволюционной теории. Началась долгая дружба учёных.
В письме в 1844 году Дарвин изложил Гукеру свои первые идеи о происхождении видов и естественном отборе. Гукер, пожалуй, был первым человеком, который услышал об этой теории. Их переписка продолжалась на протяжении всего развития теории Дарвина, и позднее Дарвин писал, что Гукер был «единственной живой душой, от которой я постоянно получал сочувствие». Ричард Фриман, товарищ Чарльза Дарвина, писал: «Гукер был величайшим другом и доверенным Чарльза Дарвина». Именно Гукер вместе с геологом Чарлзом Лайеллом уговорил Дарвина представить свою теорию Линнеевскому обществу вместе с работой Альфреда Рассела Уоллеса и именно Гукер официально представил «Происхождение видов» на собрании Линнеевского общества в 1858 году.
Позднее Дарвин вспоминал: «…я очень сблизился с Гукером, который оставался одним из моих лучших друзей в продолжение всей жизни. Он восхитительный товарищ и в высшей степени добросердечен. Можно сразу же видеть, что он благороден до мозга костей. Он обладает очень острым умом и большой способностью к общению. Он самый неутомимый работник, какого мне когда-либо приходилось видеть: он способен весь день просидеть за микроскопом, не переставая работать, а вечером быть столь же свежим и приятным, как всегда. Он во всех отношениях чрезвычайно впечатлителен, а иногда бывает вспыльчивым, но облака почти немедленно рассеиваются. … Вряд ли я знал человека более привлекательного, чем Гукер.»

### Гималайская экспедиция
В 1846 году Гукер становится ботаником Геологической службы Великобритании. Начинаются его работы по палеоботанике, поиск ископаемых растений в угольных пластах в Уэльсе.
Он хотел совершить поездку в Индию и Гималаи, и в 1847 году отец посылает его в Индию для сбора растений для сада в Кью.
11 ноября 1847 года Гукер покинул Англию на 3 года гималайской экспедиции; он стал первым европейцем, который собирал растения в Гималаях. Он прибыл в Калькутту 12 января 1848 года и на слоне отправился в Мирзапур, на лодке по Гангу достиг Силигури и сухопутным путём на пони прибыл в Дарджилинг 16 апреля 1848 года.

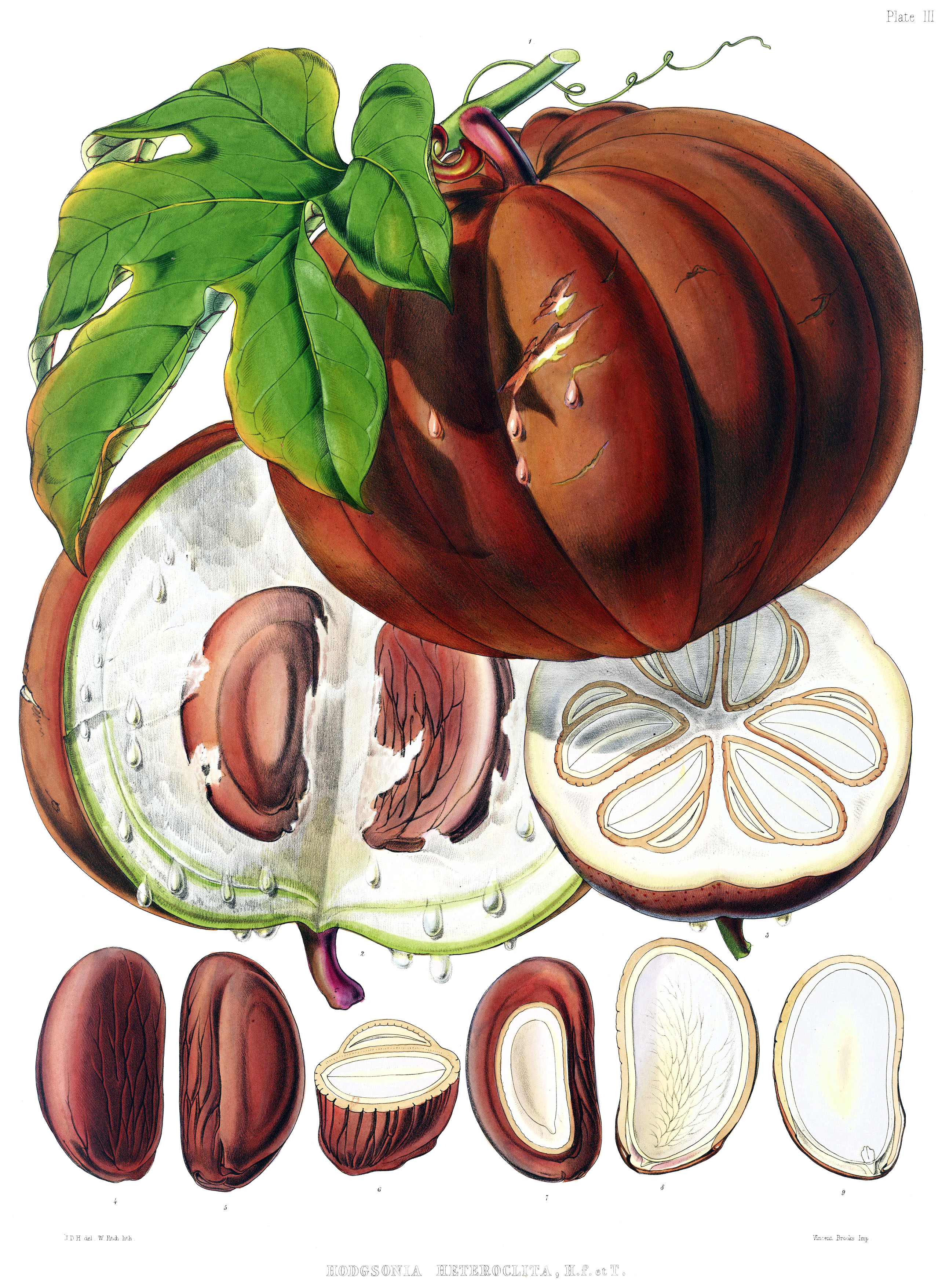
. Плод. Названа Гукером в честь помощника — натуралиста Брайана Ходжсона. Рисунок Джона Каткарта (John Fergusson Cathcart). Из книги Illustrations of Himalayan plants: chiefly selected from drawings made for the late J.F. Cathcart, Esq.re of the Bengal Civil Service / the descriptions and analyses by J.D. Hooker; the plates executed by W.H. Fitch. London: L. Reeve, 1855

Экспедиция Гукера, в которую входил и Брайан Хафтон Ходжсон, обосновалась в Дарджилинге. Оттуда Гукер совершает походы в Сикким (где был даже ненадолго взят в плен Раджой Сиккима), по реке Ранджит до её слияния с рекой Тиста, на гору Тонглу на хребте Сингалила (на границе с Непалом).

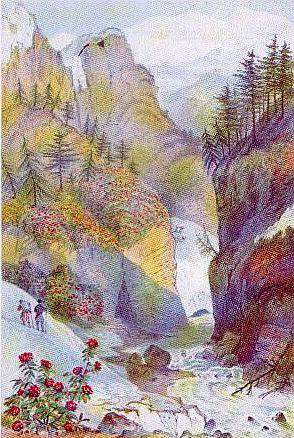
Канченджанга, вид от реки Тлонок, с цветущими рододендронами. Рисунок из книги Гукера Himalayan Journals or Notes of a Naturalist in Bengal, the Sikkim and Nepal Himalayas, the Khasia Mountains, etc.

27 октября 1848 года Гукер отправился в восточный Непал. Он посетил Чонгри, к западу от Канченджанги. В апреле 1849 года он проводит более длительную экспедицию в Сикким. Оставив базу 3 мая, он посетил долину Лачен. Гукер был схвачен и брошен в тюрьму в Сиккиме, когда он ехал в направлении перевала Чола в Тибете. На переговоры с главой Сиккима была направлена группа британских военнослужащих. Однако Гукер был освобождён без кровопролития и вернулся в Дарджилинг; время с января по февраль 1850 года он провёл в восстановлении журналов, замене образцов растений, потерянных во время его задержания, и планировании поездок на последний год в Индии.
Вспоминая без энтузиазма о сиккимской тюрьме, он решил сделать целью своего последнего гималайского похода Силхейт и горы Хази в Ассаме. Его сопровождал Томас Томсон, студент-стипендиат из Университета Глазго. Они покинули Дарджилинг 1 мая 1850 года, создали лагерь для своих исследований в Чурра, где оставались до 9 декабря, когда они начали своё путешествие назад в Англию.

### Снова в Англии
Гукер приступил к «Flora Indica» в 1855 году, вместе с Томасом Томпсоном. Их ботанические наблюдения и публикация «Рододендроны сиккимских Гималаев» (1849—1851) легли в основу работ о флоре Индии. Эти работы были иллюстрированы литографиями Уолтера Худа Фитча, который впоследствии стал наиболее продуктивным ботаническим художником викторианской эпохи.
В 1859 году Гукер опубликовал Вступление к «Flora Tasmaniae», заключительной части из ботанических трудов антарктической экспедиции. Именно в этом эссе (которое появилось всего лишь через месяц после публикации «О происхождении видов» Чарльза Дарвина), Гукер объявил о своей поддержке теории эволюции путём естественного отбора, тем самым став первым учёным, публично признавшим Дарвина.
К тому времени как сын вернулся в Англию, отец был назначен директором Королевского ботанического сада в Кью. Уильям Гукер договорился об оплате 1 000 фунтов стерлингов для покрытия расходов сына на издание «Flora Antarctica», а также о ежегодных стипендиях в 200 фунтов стерлингов для работы над «Flora Novae Zelandiae» и «Flora Tasmanica». Джозеф Гукер включил в свои работы обзор коллекций, собранных экспедициями Кука и Мензиса, организованных Британским музеем, и коллекций, собранных экспедицией «Бигля».
Дальнейшие путешествия по Палестине (1860), Марокко (1871), Северной Америке (1877) обогатили науку множеством новых сведений по флористике и множеством новых растений; богатейший гербарный материал хранится в Кью и разослан оттуда путём обмена по другим лучшим садам.
Все эти исследования в зарубежных странах создали Гукеру высокую научную репутацию в стране. В 1855 году он был назначен заместителем директора Королевского ботанического сада в Кью, а в 1865 году он сменил своего отца в качестве полноправного директора и занимал эту должность в течение двадцати лет. В 1885 году на посту директора его сменил Уильям Тизелтон-Дайер. Под руководством отца и сына Гукеров Королевский ботанический сад в Кью вырос во всемирно известный. Гукер-младший добавил к облику садов новые элементы, такие как Ордер-Бедз, Пинетум, Берберис-Делл и Холли-Уок. Темперет-хаус, строительство которого было начато в 1859 году и закончено в канун XX века, — самая большая сохранившаяся до наших дней оранжерея викторианской эпохи: её длина 188 м, площадь пола — 4 880 м², а высота — 18 м. В оранжерее содержались (и содержатся до наших дней) растения из тёплых областей Африки, Средиземноморья, Океании и Азии, размещённые по географическому признаку.

### Итоги
В возрасте тридцати лет (в 1847 году) Гукер был избран членом Королевского общества, а в 1873 году — его президентом (до 1877 года). Он получил три из его медалей: Королевскую медаль в 1854 году, медаль Копли в 1887 году и медаль Дарвина в 1892 году.
Его наиболее значительной ботанической работой стала «Flora of British India», опубликованная в семи томах между 1872 и 1897 годом. Он был автором многочисленных научных работ и монографий, в том числе учебника «Students Flora of the British Isles» и монументального труда «Роды цветковых растений» (лат. Genera plantarum ad exemplara etc., т. 1—3, 1860—1883), на основе коллекций в Кью (совместно с Джорджем Бентамом). Этот полный и точный свод описаний всех семейств и родов цветковых растений всего земного шара с кратким перечислением видов и указанием географического распределения в конце XIX — начале XX веков был необходимым и основным руководством каждого ботанического кабинета, гербария и сада.
В 1893 году Гукер основал «Индекс Кью» — указатель всех описанных видов семенных растений (издаётся до наших дней).
В 1904 году — в возрасте 87 лет — он опубликовал «A sketch of the Vegetation of the Indian Empire».
По публикации последней части «Flora of British India» в 1897 году он был удостоен звания Рыцаря Великого Командора ордена Звезды Индии, высшего звания ордена (Рыцарем Командором он стал двадцатью годами раньше — в 1877 году). Спустя десять лет, в 1907 году, по достижении девяноста лет он был награждён орденом «За заслуги».
Джозеф Долтон Гукер умер дома во сне 10 декабря 1911 года после короткой и, по-видимому, незначительной болезни. Декан Вестминстерского аббатства предложил для захоронения Гукера место в нефе близ могилы Дарвина, но настаивал, чтобы Гукер был кремирован. Его вдова Гиацинт (вторая жена, 1842—1921) отклонила это предложение, и в конечном итоге Гукер был похоронен, как он и хотел, рядом с отцом в церкви Святой Анны в Кью Грин, недалеко от Королевского ботанического сада в Кью.

## Награды
- Королевская медаль (1854)
- Медаль Альберта (Королевское общество искусств) (1883)
- Медаль Копли (1887)
- Медаль Линнея (1888)
- Медаль Дарвина (1892)
- Медаль Котениуса (1900)
- Медаль Дарвина — Уоллеса (1908)

## Названы в честь Джозефа Долтона Гукера
- Остров Гукера — остров российского архипелага Земля Франца-Иосифа

Роды растений:
- Hookerella Tiegh. (1895) (семейство Ремнецветниковые)
- Hookerina Kuntze (1891) = Hydrothrix Hook.f. (Понтедериевые)
- Hookerochloa E.B.Alexeev (1985) (Мятликовые)
- Sirhookera Kuntze (1891) [syn.  Josephia Wight, nom. illeg.; Josepha Benth. & Hook.f., orth. var.] (Орхидные)

## Печатные труды
- Hooker J. D. On the flora of Australia: Its origin, affinities, and distribution, being an Introductory essay to the Flora of Tasmania. — L.: Lovell Reeve, 1859 (англ.)
- Hooker J. D. On the origin and distribution of species: Introductory essay to the Flora of Tasmania // American Journal of Science and Arts. Ser. 2. 1860. Vol. 29. P. 1-25, 305—326 (англ.)
- Hooker J. D. Outlines of the distribution of Arctic plants // Transactions of the Linnean Society of London. 1861. Vol. 23, N 17. P. 251—348 (англ.)
- Hooker J. D. Address to the Geographical Section of the British Association: On geographical distribution. — L.: Spottiswood and Co., 1881 (англ.)
- Hooker J. D. Lecture on insular floras: delivered before the British Association for the Advancement of Science at Nottingham, August 27, 1866. — L.: L. Reeve and Co., 1896 (англ.)